# چو یون-اوک
چو یون-اوک (انگلیسی: Cho Yoon-ok; ۲۵ فوریهٔ ۱۹۴۰ – ۲۲ ژوئن ۲۰۰۲) بازیکن فوتبال اهل کره جنوبی بود.
وی همچنین در تیم‌های ملی فوتبال کره جنوبی بی و کره جنوبی بازی کرده‌است.
وی در مسابقات بین‌المللی در مجموع برندهٔ ۳ مدال طلا، ۱ مدال نقره شده‌است.